# دیوید دوم، پادشاه اسکاتلند
دیوید دوم (به انگلیسی: David II) (۱۳۲۴ میلادی – میلادی ۱۳۷۱ میلادی) پادشاه اسکاتلند از خاندان بروس، بین سال‌های ۱۳۲۱ میلادی تا ۱۳۷۱ میلادی بود.

## زندگی‌نامه
دیوید بروس در ۵ مارس ۱۳۲۴ میلادی در دانفرملاین در فایف اسکاتلند زاده شد. او تنها پسر رابرت یکم، پادشاه اسکاتلند و از همسر دومش الیزابت دی برگ بود که زنده مانده بود. دیوید در ۱۳۲۸ میلادی و بر اساس صلحنامهٔ ادینبورگ - نورث‌همپتون که بین پادشاهی انگلستان و اسکاتلند منعقد شده بود با جُوان انگلستان ازدواج کرد. یک سال بعد پدرش رابرت یکم در ژوئن ۱۳۲۹ میلادی درگذشت و او با عنوان دیوید دوم در سن ۵ سالگی به پادشاهی اسکاتلند رسید.
در ۱۳۳۳ میلادی دومین مرحله از جنگ‌های استقلال‌طلبانهٔ اسکاتلند آغاز شد و نیروهای انگلیسی به فرماندهی ادوارد سوم با نیروهای اسکاتلندی درگیر شدند. اسکات‌ها در نبرد هالیدون هیل از نیروهای انگلیسی‌ها شکست خوردند و دیوید و همسرش برای حفظ امنیتشان مجبور به ترک اسکاتلند و رفتن به سوی فرانسه شدند. آنها در ۱۳۲۴ میلادی به بولون رسیدند و مورد استقبال فیلیپ ششم قرار گرفتند. دیوید در ۱۳۴۱ میلادی به اسکاتلند بازگشت و قدرت را مجدداً در دست گرفت. او در ۱۳۴۶ میلادی به انگلستان حمله کرد اما شکست خورد و به مدت ۱۱ سال در آن کشور زندانی شد.
دیوید دوم در ۲۲ فوریه ۱۳۷۱ میلادی در قلعهٔ ادینبورگ درگذشت و چون فرزندی نداشت پس از او خواهرزاده‌اش روبرت دوم بر تخت پادشاهی اسکاتلند نشست.